# Tàctiques Fabianes
Les Tàctiques Fabianes són una sèrie d'estratègies militars que tenen com a objectiu vèncer a l'oponent mitjançant una guerra de desgast. Aquestes tàctiques eviten lliurar batalles decisives i hostilitzen l'enemic de manera que aquest acabi desmoralitzat. Aquesta estratègia implica que el bàndol més feble considera que el temps corre al seu favor.

## Història
Aquesta estratègia pren el seu nom de Quint Fabi Màxim Berrugós, polític i militar romà, dictador de Roma durant cert període de la segona guerra Púnica (218 aC. – 202 aC.). Fabi Màxim tingué la difícil tasca de combatre a Hanníbal en sòl italià. Quan el general cartaginès va creuar els Alps i va envair Itàlia, gràcies a la seva superior habilitat militar, va infligir en repetides ocasions severes derrotes a diversos generals romans. Hanníbal havia derrotat els romans en la batalla del llac Trasimè i en la batalla de Trèbia malgrat la seva inferioritat numèrica. Després d'aquestes derrotes, Fabi Màxim fou escollit dictador i, conscient de la superioritat militar dels cartaginesos i de l'enginy del seu general, va dissenyar una guerra de desgast que tenia com a objectiu explotar la vulnerabilitat estratègica d'Hanníbal: la manca de línies de subministrament.
Hanníbal, malgrat les seves grans victòries, es trobava en terres estrangeres i aïllat del seu país, trobant grans dificultats per alimentar els seus homes. L'única esperança d'Hanníbal era trobar aliats entre els pobles itàlics i que aquests li cedissin subministraments. Mentre els itàlics es mantinguessin fidels a Roma, no havia cap possibilitat de victòria. Per això, Fabi estava convençut que l'única manera de vèncer al cartaginès era no combatre amb ell. Va calcular que la manca de subministraments per als cartaginesos i el cost de mantenir un exèrcit en terres estrangeres faria que el temps corregués al seu favor, així que va convertir a les seves tropes en una ombra de l'exèrcit d'Hanníbal, evitant sempre la confrontació i movent-se sempre por terreny muntanyós per anul·lar la superioritat de la cavalleria cartaginesa. El Senat va ordenar a les petites poblacions del nord que es refugiessin en ciutat fortificades i Fabi va obrir les seves línies de manera que Hanníbal no pogués marxar contra Roma sense perdre els seus ports en el Mediterrani, quedant aïllat en territori enemic. Una sèrie de victòries dels romans comandats per Escipió al nord d'Àfrica van convèncer els pobles itàlics de seguir fidels a Roma.
Aquesta estratègia, malgrat ser un èxit militar, fou un fracàs polític. La seva passivitat militar resultava intolerable per alguns membres del Senat, acostumats a enfrontar-se a l'enemic en grans batalles, i pel poble romà, que desitjava una ràpida conclusió del conflicte. També es creia que si es permetia que Hanníbal prosseguís amb el seu saqueig d'Itàlia, els pobles itàlics acabarien canviant de bàndol.
Degut a la manca de victòries importants de Fabi, el Senat finalment el va relegar del comandament. Els seus substituts, Gai Terenci Varró i Luci Emili Paul·le, dirigiren a l'exèrcit romà a una desfeta sense precedents a la batalla de Cannes. Després d'aquesta fatídica derrota, el poble i el Senat aprengueren la lliçó que l'única manera d'expulsar a Hanníbal d'Itàlia era mitjançant Tàctiques Fabianes.
Durant la guerra, Fabi va obtenir el sobrenom de Cunctator (el que retarda)

## Tàctiques Fabianes al llarg de la història
Encara que originalment van suposar un desastre polític per Fabi, a la llarga es comprovà que les tàctiques fabianes havien resultat.
Uns 150 anys després de la segona guerra Púnica, l'estratègia fabiana es va tornar a emprar duran la Guerra de les Gàl·lies. El cabdill gal Vercingetòrix va refusar entrar en combat directe amb les legions de Gai Juli Cèsar i va emprar tàctiques de " terra cremada ", consistint a cremar els camps perquè l'adversari no pogués reunir provisions, debilitant per tant la seva posició. Malgrat tot, finalment la coalició de pobles gals fou derrotada en la batalla d'Alèsia.
No gaire temps més tard, el general romà Gneu Pompeu Magne, després de la seva victòria en la Batalla de Dirraquium, també va intentar utilitzar aquesta estratègia. Malgrat tot, un cop més els senadores no van voler-ne sentir a parlar.
No va ser fins a la guerra dels cent anys quan el general francès Bertrand du Guesclin va tornar a emprar les tàctiques fabianes. Després de patir diverses derrotes davant de l'exèrcit anglès liderat per Eduard El Príncip Negre, Du Guesclin va ser capaç de recuperar la major part del territori perdut gràcies a aquesta estratègia.
Així mateix, el primer president dels Estats Units, George Washington, fou anomenat "El Fabi Americà" pel seu ús de la guerra de desgast. Si bé originalment Washington havia defensat la guerra tradicional contra els anglesos, la superioritat militar d'aquest últims I la derrota patida a la batalla de Long Island, el va convèncer que només hostilitzant als britànics podrien obtenir la victòria.
Tal com li passà a Fabi Màxim en el seu moment, l'eficàcia de les tàctiques fabianes es va reconèixer molt més tard de la seva execució. Per a molts militar era una tàctica de covards i com que sovint implicava la crema de terres, despertava el rebuig de la població civil. Però finalment les tàctiques fabianes foren emprades arreu del món i sens dubte foren decisives en la defensa de Rússia contra la Grande Armée de Napoleó Bonaparte.